# Roque Paloschi
Roque Paloschi (ur. 5 listopada 1956 w Progresso) – brazylijski duchowny katolicki, arcybiskup Porto Velho od 2015.

## Życiorys
7 grudnia 1986 otrzymał święcenia kapłańskie i został inkardynowany do diecezji Bagé. Pracował przede wszystkim jako duszpasterz parafialny. W latach 1997–1999 był misjonarzem w Mozambiku.
18 maja 2005 papież Benedykt XVI mianował go biskupem diecezji Roraima. Sakry biskupiej udzielił mu 17 lipca 2005 biskup diecezji Pelotas - Jayme Henrique Chemello.
14 października 2015 papież Franciszek mianował go arcybiskupem metropolitą Porto Velho. Ingres odbył się 13 grudnia 2015.